# János Dudás
János Dudás (ur. 13 lutego 1911, zm. 1979) – węgierski piłkarz występujący na pozycji napastnika. Grał w drużynach Hungária Budapeszt i Csepel Budapeszt. Były reprezentant Węgier i uczestnik mistrzostw świata 1934 i 1938, (choć we Francji tylko jako rezerwowy). Zmarł w wieku 68 lat.